# جاده ئی۶۰۱ اروپا
جاده ئی۶۰۱ اروپا (به انگلیسی: European route E601) یکی از جاده‌های درجه ۲ قاره اروپا است.
این جاده که در کشور فرانسه قرار دارد از شهر نیور شروع شده و در شهر لا روشل به پایان می‌رسد.